# Pediobius alaspharus
Pediobius alaspharus  (лат.) — вид паразитических наездников рода Pediobius из семейства Eulophidae (Chalcidoidea) отряда перепончатокрылые насекомые. Европа (Англия, Венгрия, Германия, Ирландия,  Молдавия, Нидерланды, Чехословакия, Швеция) и Гренландия. Переднеспинка с шейкой, отграниченной килем (поперечным гребнем). Щит среднеспинки с развитыми изогнутыми парапсидальными бороздками. Ассоциированы с перепончатокрылыми рода Tetramesa (Eurytomidae, паразиты личинок) и растениями Elymus repens (Poaceae).